# Mampava bipunctella
Mampava bipunctella is een vlinder uit de familie van de snuitmotten (Pyralidae). De wetenschappelijke naam van de soort is voor het eerst geldig gepubliceerd in 1888 door Émile-Louis Ragonot. De soort was verzameld in Sarawak (Borneo). Het was de eerste soort van het door Ragonot opgerichte nieuwe geslacht Mampava.